# نظرية مؤامرة بيتزاغيت

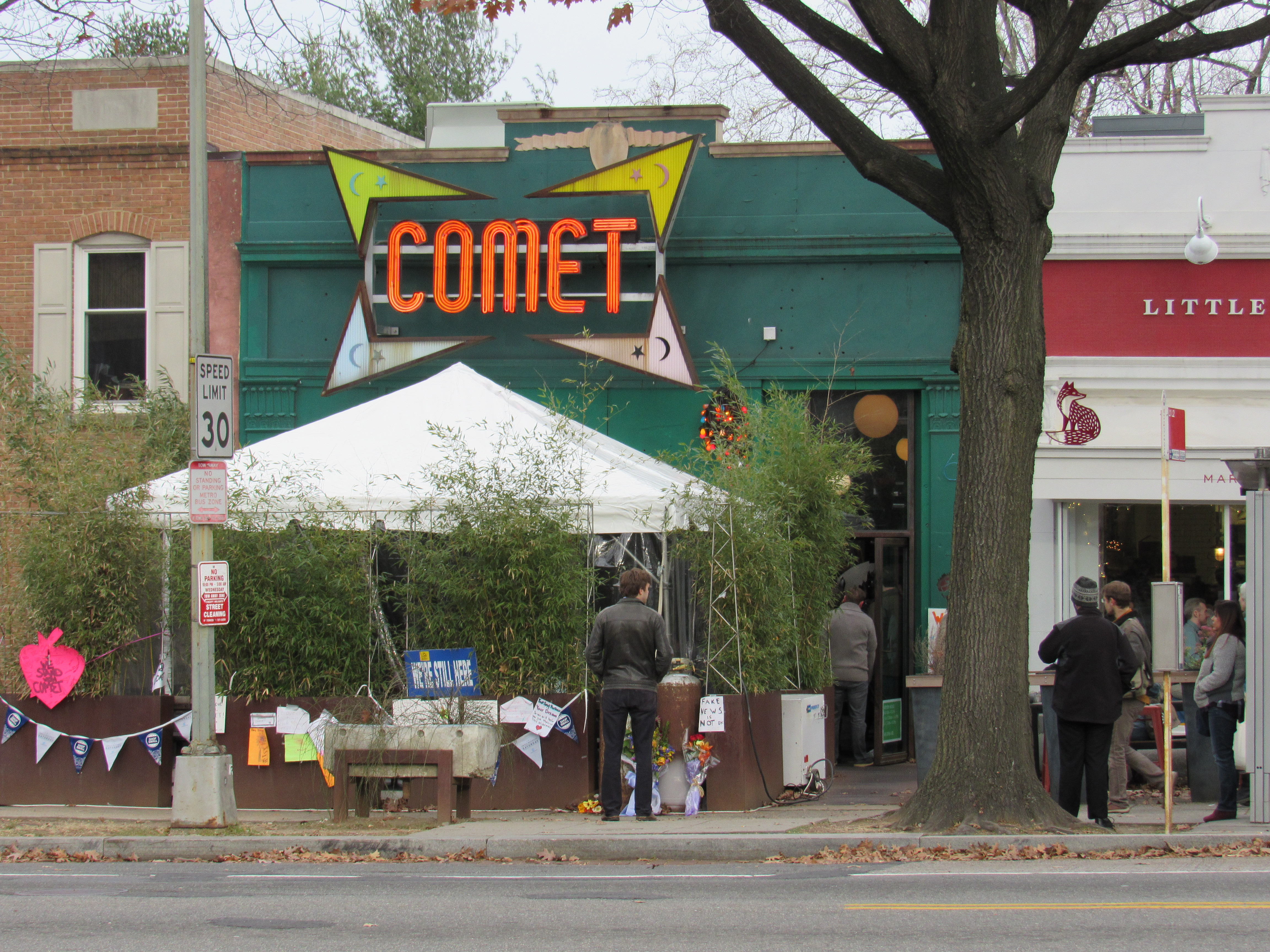
أنصار بيتزاغيت قاموا بربط المذنب بينج بونج (في الصورة) بحلقة جنسية وهمية للأطفال

نظرية مؤامرة بيتزاغيت هي نظرية مؤامرة كُشف زيفها لاحقاً، بعدما انتشرت خلال دورة الانتخابات الرئاسية بالولايات المتحدة لعام 2016 بشكل كبير. حيث أكدت الكثير من الهيئات عدم مصداقيتها، ومن ضمنها كانت إدارة شرطة العاصمة بمقاطعة كولومبيا.
في مارس 2016، اختُرق حساب البريد الإلكتروني الشخصي لجون بوديستا، مدير حملة هيلاري كلينتون، في هجوم تصيد احتيالي. ونشرت ويكيليكس رسائل البريد الإلكتروني الخاصة به في نوفمبر 2016. ادعى أنصار نظرية مؤامرة بيتزاغيت بشكل مضلل أن رسائل البريد الإلكتروني تحتوي على رسائل مشفرة تربط بين عدة مطاعم أمريكية ومسؤولين كبار في الحزب الديمقراطي في تورطهم المزعوم بدائرة الاتجار بالبشر وجنس الأطفال. كان من بين المؤسسات التي يُزعم تورطها مطعم البيتزا كوميت بينغ بونغ في واشنطن العاصمة.
قام أعضاء من اليمين البديل، والصحفيين المحافظين، وغيرهم ممن حثوا على مقاضاة كلينتون على رسائل البريد الإلكتروني، بنشر نظرية المؤامرة على وسائل التواصل الاجتماعي مثل فورتشان و8شان وتويتر. ردا على ذلك، سافر رجل من ولاية كارولينا الشمالية إلى المذنب بينج بونج للتحقيق في المؤامرة وأطلق النار من بندقية داخل المطعم لكسر قفل باب غرفة التخزين أثناء بحثه. كما تلقى صاحب المطعم وموظفوه تهديدات بالقتل من منظري المؤامرة.
يعتبر بيتزاغيت بشكل عام سلفًا لنظرية مؤامرة كيو أنون. عادت بيتزاغيت إلى الظهور في عام 2020، عام الانتخابات، ويرجع ذلك أساسًا إلى كيو أنون. بينما انتشر في البداية من قبل اليمين المتطرف فقط، فقد انتشر منذ ذلك الحين من قبل الأطفال والمراهقين على تيك توك «الذين لا يتناسبون مع قالب نظرية المؤامرة اليمينية». تطورت نظرية المؤامرة وأصبحت أقل حزبية وسياسية بطبيعتها، مع تركيز أقل على كلينتون وأكثر على النخبة العالمية المزعومة من تجار الجنس مع الأطفال.

## الأصول

### المنشأ
في 30 تشرين الأول (أكتوبر) 2016، نشر حساب على تويتر مواد معادية للسامية ومتفوقة للبيض  والتي قالت إن محامي نيويورك يهودي يديرها ادعى زوراً أن إدارة شرطة مدينة نيويورك (NYPD) قد اكتشفت حلقة ميول للأطفال مرتبطة بأعضاء الحزب الديمقراطي أثناء البحث في رسائل البريد الإلكتروني لأنتوني وينر. خلال شهري أكتوبر ونوفمبر 2016، نشر موقع ويكيليكس رسائل البريد الإلكتروني الخاصة بجون بوديستا. قرأ مؤيدو نظرية المؤامرة رسائل البريد الإلكتروني وزعموا أنها تحتوي على كلمات رمزية للميل الجنسي للأطفال والاتجار بالبشر. كما ادعى المؤيدون أن المذنب بينج بونج، مطعم بيتزا في واشنطن العاصمة، كان مكانًا للاجتماع لإساءة استخدام الطقوس الشيطانية.
تم نشر القصة لاحقًا على مواقع إخبارية مزيفة، بدءًا من نيوز واير، والتي استشهدت بموقع فورتشان في وقت سابق من ذلك العام. نُشرت مقالة نيوز واير لاحقًا من خلال مواقع الويب المؤيدة لترامب، بما في ذلك موقع SubjectPolitics.com، والتي أضافت الادعاء بأن شرطة نيويورك داهمت ممتلكات هيلاري كلينتون. نشرت صحيفة المحافظة اليومية اليومية عنوانا زعمت فيه أن مكتب التحقيقات الفيدرالي قد أكد نظرية المؤامرة.

### الانتشار على وسائل التواصل الاجتماعي
وفقًا لبي بي سي، انتشرت المزاعم ضمن «مواقع الإنترنت الرئيسية» قبل عدة أيام من الانتخابات الرئاسية الأمريكية لعام 2016، بعد أن نشر مستخدم لـ ريديت وثيقة «دليل» على نظرية بيتزاغيت. وقد زعم منشور ريديت الأصلي، الذي أزيل في وقت ما بين 4 و21 نوفمبر، تورط واشنطن العاصمة، بأعمال كوميت بينغ بونغ:
يقوم كل من يرتبط بهذه الأعمال باستنتاجات شبه علنية وشبه هزلية وساخرة تجاه ممارسة الجنس مع القُصر. الفنانون الذين يعملون لصالحهم ومعهم لا يقدمون شيئًا سوى تصورات ذات توجه ديني من التجسيد، والدم، وقطع الرؤوس، والجنس، وبالطبع البيتزا.
تم التقاط القصة بواسطة مواقع إخبارية مزيفة أخرى مثل برنامج انفووارز و بلانيت فري ويل و ذا فيجلانت سيتزن وتم الترويج لها من قبل نشطاء اليمين المتطرف مثل مايك سيرنوفيتش وبريتاني بيتيبون وجاك بوسوبيك. ومن بين المروجين الآخرين: ديفيد سيمان، الكاتب السابق لموقع TheStreet.com، مذيع قناة سي بي إس 46 بن سوان، لاعب كرة السلة أندرو بوجوت، ومنشئ لعبة ماين كرافت ماركوس "نوتش" بيرسون. في 30 ديسمبر، عندما تعافى بوجوت من إصابة في الركبة، روج أعضاء / ص / مجتمع دونالد على موقع ريديت لنظرية خاطئة مفادها أن إصابته كانت مرتبطة بدعمه لـ بيتزاغيت. قال جوناثان أولبرايت، الأستاذ المساعد في تحليلات الوسائط في جامعة إيلون، إن عددًا غير متناسب من التغريدات حول بيتزا غيت جاء من جمهورية التشيك وقبرص وفيتنام، وأن بعض من أكثر إعادة التغريد تكرارًا كانوا روبوتات.
قام أعضاء مجتمع ريديت/ آر / ذا_دونالد بإنشاء صبريديت/ آر / بيتزاغيت لتطوير نظرية المؤامرة. تم حظر الفرع الفرعي في 23 نوفمبر 2016، لانتهاكه سياسة مناهضة التشهير في ريديت بعد أن نشر المستخدمون تفاصيل شخصية عن الأشخاص المرتبطين بالمؤامرة المزعومة. أصدر رديت بيانًا بعد ذلك، قال فيه «لا نريد مطاردة السحرة على موقعنا». بعد الحظر المفروض على ريديت، تم نقل المناقشة إلى (فيي / بيتزاغيت صب) على فوات، وهو موقع ويب مشابه لـ ريديت.
بعض أنصار بيتزاغيت، بمن فيهم ديفيد سيمان ومايكل جيه فلين (ابن مايكل فلين)، طوروا المؤامرة إلى مؤامرة حكومية أوسع تسمى «بيدوغيت». ووفقًا لهذه النظرية، فإن «عصابة شيطانية من النخب» التابعة للنظام العالمي الجديد تدير حلقات دولية للاتجار الجنسي بالأطفال.
بحلول يونيو 2020، وجدت نظرية المؤامرة شعبية متجددة على تيك توك، حيث وصلت مقاطع الفيديو التي تحمل علامة #بيتزاغيت إلى أكثر من 80 مليون مشاهدة (انظر القسم ذي الصلة).

### تقارير الاعلام التركي
في تركيا، نشرت الصحف الموالية للحكومة (أي أولئك الذين يدعمون الرئيس رجب طيب أردوغان) تلك الادعاءات، مثل صباح وهابر ويني شفق وأكشام وستار. ظهرت القصة على موقع إيكشي سوزلوك التركي وعلى شبكة الأخبار الرائجة هابرسيلف، حيث يمكن لأي شخص نشر المحتوى. أعادت هذه المنتديات نشر الصور والمزاعم مباشرة من المنتدى الفرعي المحذوف منذ ذلك الحين، والتي أعيد طبعها بالكامل في الصحافة التي تسيطر عليها الدولة. وقد اقترح إيف سوزيري، كاتب العمود في صحيفة ديلي دوت، أن مصادر الحكومة التركية كانت تنشر هذه القصة لجذب انتباه الناس عن فضيحة إساءة معاملة الأطفال هناك في مارس 2016.

## مضايقة أصحاب المطاعم والعاملين فيها

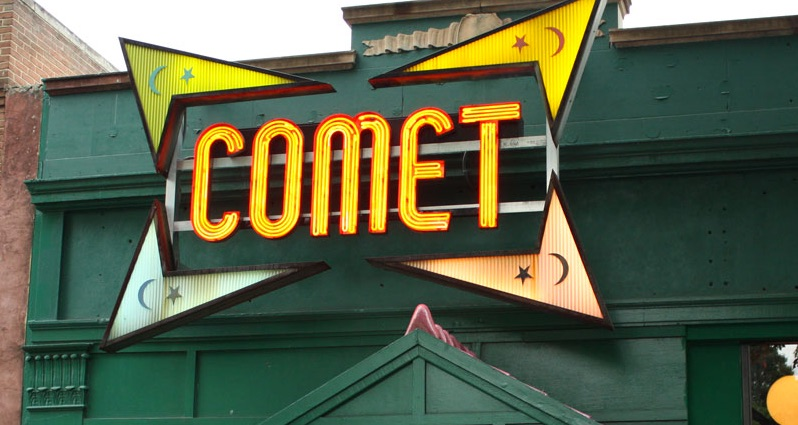
تعرض مطعم البيتزا، كوميت بنج بونج، للتهديد من قبل مئات الأشخاص الذين آمنوا بنظرية مؤامرة بيتزاغيت.

مع انتشار بيتزاغيت، تلقى المذنب بنج بونج مئات التهديدات من المؤمنين بالنظرية. قال مالك المطعم، جيمس ألفانتيس، لصحيفة نيويورك تايمز : «من نظرية المؤامرة المجنونة والملفقة، تعرضنا لاعتداء مستمر. لم أفعل شيئًا لأيام، لكنني أحاول التخلص من هذا الأمر وحماية طاقمي وأصدقائي من التعرض للإرهاب».
حدد بعض أتباع انستجرام حساب ألفانتس وأشاروا إلى بعض الصور المنشورة هناك كدليل على المؤامرة. العديد من الصور المعروضة كانت لأصدقاء وعائلة أحبوا صفحة كوميت بنج بونج على فيسبوك. في بعض الحالات، تم التقاط الصور من مواقع ويب غير ذات صلة ويُزعم أنها مملوكة لألفانتيس. تعرض أصحاب المطعم وطاقمه للمضايقة والتهديد على مواقع التواصل الاجتماعي، وتلقى صاحب المطعم تهديدات بالقتل. تم إغلاق صفحة موقع يلب الخاصة بالمطعم من قبل مشغلي الموقع مستشهدين بمراجعات «كانت مدفوعة أكثر بالتغطية الإخبارية نفسها من تجربة المستهلك الشخصية للمراجع».
كما واجهت العديد من الفرق الموسيقية التي قدمت عروضها في مطعم البيتزا مضايقات. على سبيل المثال، حذفت أماندا كلاينمان من قناة هيفي بريثنج حسابها على تويتر بعد تلقيها تعليقات سلبية تربطها هي وفرقتها بنظرية المؤامرة. قامت فرقة أخرى، وهي فرقة ستاينز، بإغلاق التعليقات على مقاطع الفيديو الخاصة بهم على يوتيوب وتناولت الجدل في وصف مقاطع الفيديو الخاصة بهم. وصف الفنان ارينجتون دي ديونيسو، الذي رسم ذات مرة لوحة جدارية في مطعم البيتزا تم رسمها على مدى عدة سنوات قبل الجدل، حملة المضايقات ضده بالتفصيل،  وقال عن الاعتداءات بشكل عام، «أعتقد إنه اعتداء متعمد للغاية، والذي سيكون في النهاية هجومًا منسقًا على جميع أشكال حرية التعبير». أثارت القضية مقارنات مع الجدل جايمر جيت.

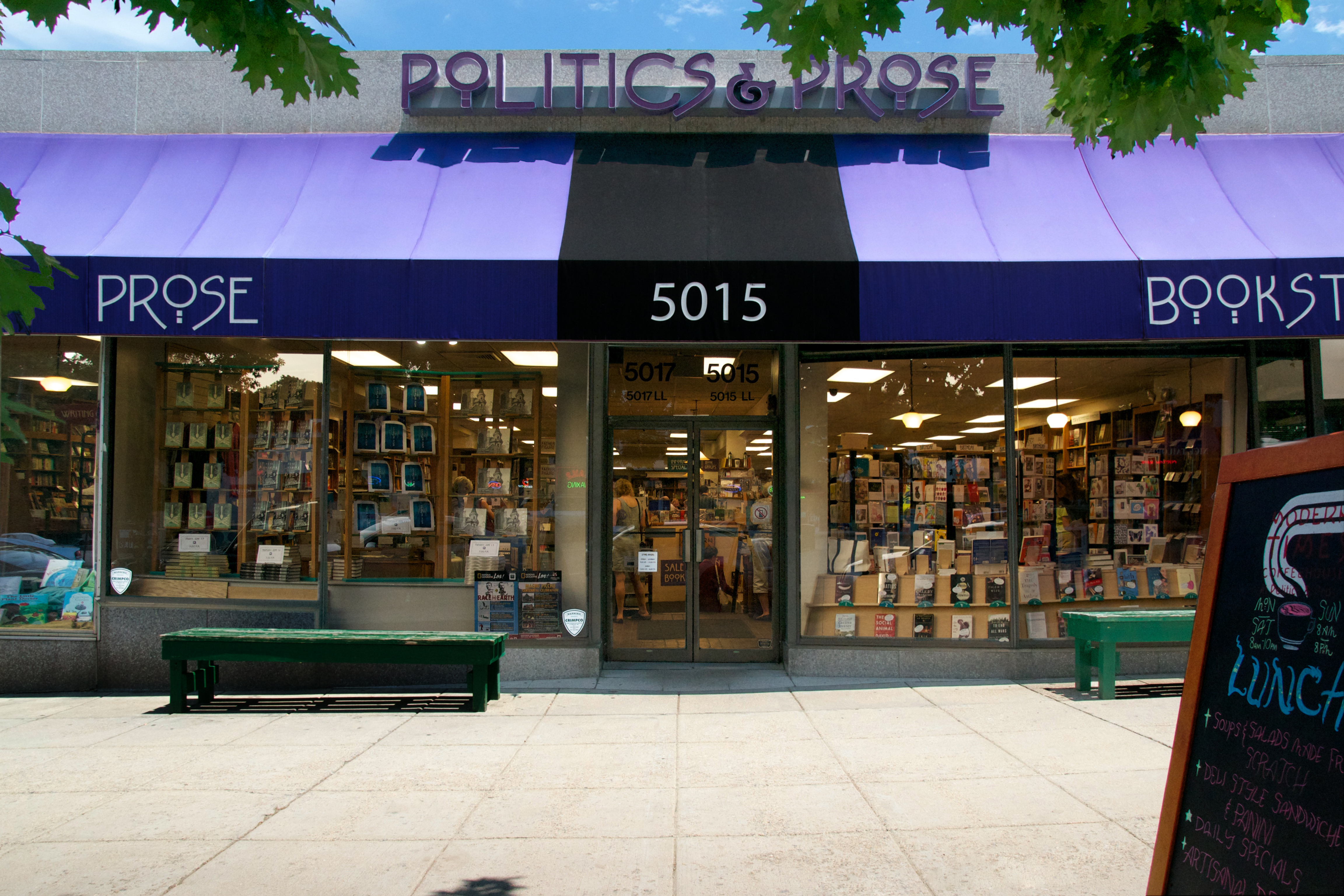
كانت السياسة والنثر من بين بعض شركات DC التي تعرضت أيضًا للمضايقة بسبب نظرية مؤامرة بيتزاغيت.

امتدت المضايقات المرتبطة ببرنامج بيتزاغيت إلى ما وراء كوميت بنج بونج لتشمل شركات أخرى قريبة من العاصمة مثل بيستا بيتزا، على بعد ثلاثة أبواب من كوميت؛ مقهى ليتل ريد فوكس؛ مكتبة السياسة والنثر؛ وبيسترو فرنسي، تيراسول. تلقت هذه الشركات عددًا كبيرًا من مكالمات التهديد والتهديد، بما في ذلك التهديدات بالقتل، كما تعرضت أيضًا للمضايقات عبر الإنترنت. قام مالكو ليتل ريد فوكس وتيراسول بتقديم محاضر للشرطة.
تم سحب مطعم روبرتا في بروكلين أيضًا في الخدعة، حيث تلقى مكالمات هاتفية مضايقة، بما في ذلك مكالمة من شخص مجهول يخبر موظفًا أنها «ستنزف وتتعرض للتعذيب». أصبح المطعم متورطًا بعد أن استخدم مقطع فيديو على يوتيوب تمت إزالته منذ ذلك الحين صورًا من حساباتهم على وسائل التواصل الاجتماعي للإيحاء بأنهم جزء من حلقة جنسية خادعة. ثم نشر آخرون الاتهامات على وسائل التواصل الاجتماعي، زاعمين أن «عائلة كلينتون تحب روبرتا».
شهدت فطائر إيست سايد، في أوستن، تكساس، تخريب إحدى شاحنات التوصيل التابعة لها، وكانت هدفاً للمضايقات عبر الإنترنت المتعلقة بتورطهم المفترض في بيتزاغيت، واتصالاتهم المزعومة بوكالة المخابرات المركزية، والمتنورين.
حقق مكتب التحقيقات الفيدرالي في التهديدات المتعلقة ببيتزا في مارس 2017 كجزء من تحقيق في التدخل الروسي المحتمل في انتخابات الولايات المتحدة لعام 2016 .

## الردود الجنائية
في 4 ديسمبر 2016، وصل إدغار ماديسون ويلش، وهو رجل يبلغ من العمر 28 عامًا من سالزبوري بولاية نورث كارولينا، إلى كوميت بنج بونج وأطلق ثلاث طلقات من بندقية طراز إيه آر-15 التي أصابت جدران المطعم ومكتبًا وباب. وأخبر ولش الشرطة في وقت لاحق أنه كان يعتزم «التحقيق الذاتي» في نظرية المؤامرة. رأى ولش نفسه كبطل محتمل للقصة - منقذ للأطفال. واستسلم بعد أن حاصر الضباط المطعم واعتقل دون وقوع حوادث. لم يصب أحد.
أخبر ولش الشرطة أنه قرأ على الإنترنت أن مطعم كوميت كان يؤوي عبيد جنس للأطفال وأنه يريد أن يرى بنفسه ما إذا كانوا هناك. في مقابلة مع صحيفة نيويورك تايمز، قال ولش لاحقًا إنه يأسف للطريقة التي تعامل بها مع الموقف لكنه لم يستبعد نظرية المؤامرة، ورفض وصفها بأنها «أخبار مزيفة». تكهن بعض منظري المؤامرة بأن إطلاق النار كان محاولة مدبرة لتشويه سمعة تحقيقاتهم.
في 13 كانون الأول (ديسمبر) 2016، وجهت إلى ولش تهمة واحدة هي «النقل بين الولايات لسلاح ناري بقصد ارتكاب جريمة» (جريمة فيدرالية). وفقًا لوثائق المحكمة، حاول ولش تجنيد أصدقاء قبل ثلاثة أيام من الهجوم من خلال حثهم على مشاهدة مقطع فيديو على يوتيوب حول المؤامرة. ووجهت إليه بعد ذلك تهمتين إضافيتين، حيث أعادت هيئة المحلفين الكبرى لائحة اتهام تتهمه بالاعتداء بسلاح خطير وحيازة سلاح ناري أثناء ارتكاب جريمة.
في 24 مارس 2017، بعد اتفاق مع المدعين العامين، اعترف ويلش بالذنب في التهمة الفيدرالية الخاصة بنقل الأسلحة النارية بين الولايات وتهمة الاعتداء بسلاح خطير على مقاطعة كولومبيا المحلية. وافق ولش أيضًا على دفع مبلغ 5744.33 دولارًا كتعويض عن الأضرار التي لحقت بالمطعم. حكم قاضي المحكمة الجزئية الأمريكية كيتانجي براون جاكسون على ويلش بالسجن لمدة أربع سنوات في 22 يونيو / حزيران 2017 ؛ في جلسة النطق بالحكم، اعتذر ولش عن سلوكه وقال إنه كان «أحمق ومتهور». في 3 مارس 2020، تم نقل ويلش إلى مركز الإصلاح المجتمعي (CCC) وتم إطلاق سراحه في 28 مايو.
في 12 يناير / كانون الثاني 2017، أقر يوسف لي جونز، وهو رجل يبلغ من العمر 52 عامًا من شريفبورت، لويزيانا، بالذنب أمام المحكمة الجزئية الأمريكية للمنطقة الغربية من لويزيانا لإجراء مكالمة هاتفية تهديدية إلى بستا بيتزا، مطعم بيتزا آخر في نفس الموقع. حظر مثل المذنب بينج بونج، بعد ثلاثة أيام من هجوم ويلش. قال إنه هدد بيستا بـ «إنقاذ الأطفال»، و «إنهاء ما لم يفعله الرجل الآخر».
في 25 كانون ثاني / يناير 2019 تعرض المذنب بينج بونج لحريق متعمد عندما اندلع حريق في إحدى غرفه الخلفية. قام الموظفون بإخماد الحريق بسرعة ولم يصب أحد.

## فضح
لقد تم دحض نظرية المؤامرة على نطاق واسع وفضحها. تم الحكم على أنها خاطئة بعد تحقيق مفصل من قبل موقع التحقق من الحقائق Snopes.com ونيويورك تايمز . كشفت العديد من المؤسسات الإخبارية أنها نظرية مؤامرة، بما في ذلك: نيويورك أوبزيرفر،  واشنطن بوست،  ذي إندبندنت بلندن،  هافينغتون بوست،  واشنطن تايمز،  لوس أنجلوس تايمز،  فوكس نيوز،  سي إن إن،  وميامي هيرالد . ووصفت إدارة شرطة العاصمة في مقاطعة كولومبيا الأمر بأنه «وهمي».
تم أخذ الكثير من الأدلة المزعومة التي استشهد بها مؤيدو نظرية المؤامرة من مصادر مختلفة تمامًا وتم جعلها تبدو كما لو كانت تدعم المؤامرة. تم التقاط صور أطفال من عائلات وأصدقاء موظفي مطعم البيتزا من مواقع التواصل الاجتماعي مثل انستجرام وزُعم أنها صور الضحايا. لاحظت شارلوت أوبزرفر المجموعة المتنوعة من المصادر التي فضحت نظرية المؤامرة وأشارت إلى أن ذلك شمل قناة فوكس نيوز بالإضافة إلى صحيفة نيويورك تايمز .
في 10 كانون الأول (ديسمبر) 2016، نشرت صحيفة نيويورك تايمز مقالاً حلل مزاعم النظرية. وأكدوا أن:
- ربط المنظرون المؤامرة بـ كوكيت بنج بونج من خلال أوجه التشابه بين شعارات الشركة والرموز المتعلقة بالشيطانية والاستغلال الجنسي للأطفال. ومع ذلك، لاحظت ذا تايمز وجود أوجه تشابه أيضًا في شعارات عدد من الشركات غير ذات الصلة، مثل إيه أو إل ووارنر ميديا وإم إس إن.[3]
- ادعى المنظرون وجود شبكة تحت الأرض تحت المذنب بينج بونج. لا يحتوي المطعم على قبو، ولكن الصورة المستخدمة لدعم هذا الادعاء تم التقاطها في منشأة أخرى.[3]
- ادعى المنظرون أن لديهم صورة لمالك المطعم ألفانتيس يرتدي قميصًا يؤيد الاعتداء الجنسي على الأطفال. لكن الصورة كانت لشخص آخر والقميص مكتوب عليه "J".❤ L'Enfant، "كان في الواقع إشارة إلى لانفانت كافيه بار في العاصمة، والذي تم تصوير مالكه في الصورة، والذي تم تسميته على اسم بيير شارلز لانفانت، مصمم الكثير من تصميمات واشنطن العاصمة.[3]
- ادعى المنظرون أن جون وتوني بوديستا خطفوا مادلين ماكان باستخدام رسومات الشرطة التي كانت، في الواقع، رسمين تخطيطيين لنفس المشتبه به مأخوذ من أوصاف شاهدين.[3]

لم يتقدم أي ضحايا مزعومين ولم يتم العثور على دليل مادي.

## استجابات
في مقابلة مع NPR في 27 نوفمبر 2016، أشار مالك كوميت بنج بونج جيمس ألفانتيس إلى نظرية المؤامرة على أنها «قصة خيالية معقدة ومختلقة وقائمة على الكذب» و «هجوم سياسي منسق». كتب كاتب العمود المشترك دانيال روث أن تأكيدات منظري المؤامرة كانت «مزاعم كاذبة خطيرة ومدمرة» وأنه «تم فضحها ودحضها ورفضها مرارًا وتكرارًا».
على الرغم من فضح نظرية المؤامرة، استمرت في الانتشار على وسائل التواصل الاجتماعي، مع أكثر من مليون رسالة باستخدام هاشتاغ #بيتزاغيت على تويتر في نوفمبر 2016. ستيفاني ماكويليامز، التي كتبت مقالاً يروج لمؤامرة على بلانيت فري ويل، نقلت عنها قناة تورونتو ستار فيما بعد قوله، «أنا حقًا لا أشعر بأي ندم وقد زاد جمهورنا بصدق». قالت إن بيتزاغيت هي «عالمان يتصادمان. لم يعد الناس يثقون في وسائل الإعلام السائدة، ولكن من الصحيح أنه لا ينبغي للناس أن يعتبروا الإعلام البديل حقيقة».
في 8 ديسمبر 2016، ردت هيلاري كلينتون على نظرية المؤامرة، وتحدثت عن مخاطر المواقع الإخبارية المزيفة. قالت: «وباء الأخبار الكاذبة الخبيثة والدعاية الكاذبة التي غمرت وسائل التواصل الاجتماعي خلال العام الماضي، أصبح من الواضح الآن أن ما يسمى بالأخبار المزيفة يمكن أن يكون لها عواقب في العالم الحقيقي».

### الرأي العام
استطلاع للرأي أجراه اقتراع السياسة العامة (بالإنجليزية: Public Policy Polling)‏ في الفترة من 6 إلى 7 كانون الأول (ديسمبر) 2016، سأل 1224 ناخبًا مسجلاً في الولايات المتحدة عما إذا كانوا يعتقدون أن هيلاري كلينتون «مرتبطة بحلقة جنسية للأطفال يتم تشغيلها من مطعم بيتزا في واشنطن العاصمة». قال تسعة في المائة من المستطلعين إنهم يعتقدون أنها كانت على اتصال، وقال 72 في المائة إنهم لم يفعلوا ذلك، و 19 في المائة غير متأكدين.
سأل استطلاع للناخبين أجرته ذي إيكونوميست / يوجوف في الفترة من 17 إلى 20 ديسمبر الناخبين عما إذا كانوا يعتقدون أن "رسائل البريد الإلكتروني المسربة من حملة كلينتون تحدثت عن الاعتداء الجنسي على الأطفال والاتجار بالبشر -" بيتزاغيت ". وأظهرت النتائج أن 17٪ من ناخبي كلينتون أجابوا بـ "صحيح" بينما أجاب 82٪ بـ "غير صحيح". وأجاب 46٪ من ناخبي ترامب بـ "صحيح" فيما رد 53٪ بـ "غير صحيح".

### أليكس جونز وإنفووارز
بعد إطلاق النار على كوميت بنج بونج، تراجع ألكس جونز من انفووارز عن فكرة أن مطعم البيتزا DC كان مركز المؤامرة. في 4 كانون الأول (ديسمبر)، قامت انفووارز بتحميل مقطع فيديو على يوتيوب ربط بيتزاغيت بوفاة ناشط في مجال حقوق العاملين في مجال الجنس في 13 نوفمبر. ادعى الفيديو كذباً أنها كانت تحقق في الصلة بين مؤسسة كلينتون والاتجار بالبشر في هايتي. وتكهن أنها قُتلت بسبب تحقيقها. وفقًا لصاحب العمل السابق للناشطة وعائلتها وأصدقائها، كانت وفاتها في الواقع انتحارًا ولم تكن تحقق في مؤسسة كلينتون. بحلول 14 ديسمبر، قامت انفووارز بإزالة اثنين من مقاطع الفيديو الثلاثة المتعلقة ب بيتزاغيت.
في فبراير 2017، أرسل محامو ألفانتيس خطابًا إلى جونز يطالبون فيه بالاعتذار والتراجع. بموجب قانون ولاية تكساس، مُنح جونز مهلة شهر للامتثال أو الخضوع لقضية تشهير. في مارس 2017، اعتذر أليكس جونز لألفانتيس لإصداره نظرية المؤامرة، قائلاً: «على حد علمي اليوم، لم يشارك السيد ألفانتيس ولا مطعمه كوميت بينج بونج في أي تجارة بالبشر كما كان جزءًا من النظريات حول بيتزاغيت التي تم الكتابة عنها في العديد من وسائل الإعلام والتي علقنا عليها».

### مايكل فلين ومايكل فلين جونيور.
في تشرين الثاني (نوفمبر) 2016، نشر مايكل فلين، الذي كان وقتها في الفريق الانتقالي للرئيس المنتخب دونالد ترامب والمعين من قبل ترامب مستشارًا للأمن القومي، تغريدات متعددة على تويتر تحتوي على مواد تآمرية بشأن هيلاري كلينتون. وزعموا أن مدير حملة كلينتون، جون بوديستا، شرب دماء وسوائل أجسام البشر الآخرين في طقوس شيطانية، والتي تقول بوليتيكو «تحولت قريبًا إلى نظرية المؤامرة» الدخينة «التي تتضمن المذنب بينج بونج». في 2 تشرين الثاني (نوفمبر) 2016، غرد فلين رابطًا لقصة تحتوي على اتهامات لا أساس لها وكتب: «أنت تقرر - صفارة رسائل البريد الإلكتروني الجديدة لهيلاري: غسيل الأموال، جرائم الجنس مع الأطفال، إلخ. . .» تمت مشاركة التغريدة بواسطة أكثر من 9000 شخص، ولكن تم حذفها من حساب فلاين في وقت ما خلال الفترة من 12 إلى 13 ديسمبر 2016.
بعد حادثة إطلاق النار في المذنب بينج بونج، غرد مايكل فلين جونيور ونجل مايكل تي فلين وعضو في فريق ترامب الانتقالي: «حتى يثبت أن #بيتزاغيت زائف، ستبقى قصة. يبدو أن اليسار ينسى #PodestaEmails والعديد من» الصدف«المرتبطة به.»  في 6 ديسمبر 2016، أُجبر فلين جونيور على الخروج من فريق ترامب الانتقالي. ولم يحدد المتحدث جيسون ميلر سبب إقالته، لكن صحيفة نيويورك تايمز ذكرت أن مسؤولين آخرين أكدوا أن الأمر يتعلق بالتغريدة.

## الانتشار العالمي والاندماج مع كيو أنون
في عام 2020، أصبحت بيتزاغيت أحد أعمدة نظرية المؤامرة اليمينية المتطرفة كيو أنون وأقل تركيزًا على الولايات المتحدة بطبيعتها، مع مقاطع فيديو ومنشورات حول هذا الموضوع في إيطاليا والبرازيل وتركيا ودول أخرى في جميع أنحاء العالم تكتسب كل منها ملايين المشاهدات. هذا التكرار الجديد أقل حزبية؛ غالبية المروجين (ومعظمهم في سن المراهقة) من الهاشتاج #بيتزاغيت على تيك توك لم تكن اليمينية، ودعم اسود حياة المسألة الحركة. إنه يركز على النخبة العالمية المزعومة من المتاجرين بالجنس مع الأطفال، بدءًا من السياسيين إلى رجال الأعمال الأقوياء والمشاهير مثل بيل جيتس وإلين دي جينيريس وأوبرا وينفري وكريسي تيجن. زُعم أن أغنية جاستن بيبر لعام 2020 «يامي» تدور حول نظرية المؤامرة، وأعادت دعم هذه النظرية خلال العام. اكتسبت نظرية المؤامرة زخمًا عندما قام الفنزويلي يوتيوب، دروس روتزانك، بتصوير مقطع فيديو حول فيديو بيبر الموسيقي وإشاراته المزعومة إلى بيتزاغيت. حصل فيديو روتزانك على 3 ملايين مشاهدة في يومين وقاد «بيتزاغيت» ليصبح موضوعًا شائعًا على تويتر باللغة الإسبانية. يعتقد أتباع النظرية أيضًا أن بيبر أعطى إشارة مشفرة تعترف بذلك في فيديو بث مباشر على انستجرام، حيث لمس قبعته بعد أن طُلب منه القيام بذلك في الدردشة إذا كان ضحية لـ بيتزاغيت (ومع ذلك، لا يوجد مؤشر أن بيبر رأى هذا التعليق).
في أبريل 2020، تم إنتاج فيلم وثائقي يروج لـ بيتزاغيت، أوت أوف شادوز بواسطة رجل أعمال هوليوود سابق وتم إصداره على يوتيوب. بدأ مستخدمو تيك توك في الترويج لكل من أوت أوف شادوز ورابطة بيبر المزعومة حتى تم حظر علامة التصنيف #بيتزاغيت من قبل الشركة. ذكرت صحيفة نيويورك تايمز في يونيو 2020 أن المنشورات على المنصة التي تحتوي على هاشتاج #بيتزاغيت «تمت مشاهدتها أكثر من 82 مليون مرة في الأشهر الأخيرة»، كما زادت عمليات البحث على جوجل عن المصطلح في ذلك الوقت. وأفادوا أيضًا أنه «في الأسبوع الأول من شهر يونيو، ارتفعت التعليقات والإعجابات والمشاركات على بيتزاغيت أيضًا إلى أكثر من 800 ألف على فيسبوك وحوالي 600000 على انستجرام، وفقًا لبيانات من كراود تانجل ‏. . . ويقارن ذلك بـ 512000 تفاعل على فيسبوك و 93000 على انستجرام خلال الأسبوع الأول من ديسمبر 2016. من بداية عام 2017 حتى يناير من عام 2020، كان متوسط عدد مرات الإشارة والإعجابات والمشاركة الأسبوعية على موقع بيتزاغيت على فيسبوك وانستجرام أقل من 20000».
في أغسطس 2020، أوقف فيسبوك مؤقتًا استخدام هاشتاج "#savethechildren"، عند استخدامه للترويج لعناصر نظرية مؤامرة بيتزاغيت وكيو أنون. في نفس الشهر، تم إصدار فيلم دنكان، مستوحى من تصوير إدغار ماديسون ولش للمذنب بنج بونج.